# الغوريلا نهوض الغول
نهوض الغول  هو سيرة ذاتية حول الفرقة الخيالية. ظاهرياً كتبها أربعة أعضاء الفرقة بالتعاون مع الموسيقار جوريلاز (الفعلية) والكاتب الرسمية براون الأكاديمية، يحتوي الكتا على 304 صفحات طويلة ويتجلى على نطاق واسع. صدر في المملكة المتحدة في 26 أكتوبر 2006 المحدودة  عن طريق جوزيف مايكل وفي الولايات المتحدة يوم 2 نوفمبر 2006 اعن طريقكتب ريفيرهيد. طبعة غلاف عادي من الكتاب صدر في الولايات المتحدة في 6 نوفمبر 2007.
قد صدر أيضا نهوض الغول منفردات audiobook الأولى في العالم. أجزاء Audiobook الأربعة رواه أكلاند جوس. في البداية صدر في موقع أي تونز حصرياً  جزء واحد كل أسبوع لمدة أربعة أسابيع ابتداء من 4 ديسمبر 2006. لكن  [اوديوبووك] على [ايتثنس] لا تزال غير مكتملة.

## المحتويات
يحوي الكتاب على تفاصيل حياة وقصص خيالية من أعضاء الفرقة: نيككالس موردوك، 2D، راسل هوبز ونودل. أنها تحتوي على أسرار لم تكن معروفة سابقا للفرقة، مثل الخطط المستقبلية للفيلم، فنون جديده ونادرة لمبتكر الغورلايا جيمي هيوليت، و"low Down" في استوديوهات كونغ مقارها والقصة الحقيقة وراء فيديو كليب «El Ma؟ أنا»  الكتاب يمزج بين الواقع والخيال في كل شيء، والكثير من التعليقات من أعضاء الفرقة الخيالية باقتباسات حقيقية لمبتكريها والمتعاونين والنقاد 
الغلاف الأمامي للكتاب، عند تقليبه للجميع الجهات هو نيككالس موردوك' الغراب الأليف لـ' كورتيز '.

## وصلات خارجية
- ترتفع من الغول مقطورة معاينة
- استعراض وعمليات التفحص من جوريلاز رسمية

قالب:Gorillaz